# Arturo Juan Rodríguez Pérez-Reverte
Arturo Juan Rodríguez Pérez-Reverte (Cartagena, 30 april 1989) is een Spaanse profvoetballer, beter bekend onder de roepnaam Arturo. Verder is hij de neef van schrijver Arturo Pérez-Reverte. 
Hij begon zijn profcarrière tijdens het seizoen 2008-2009 bij de lokale ploeg van CD Bala Azul, een ploeg uit de Tercera División. Het daaropvolgende seizoen stapte hij over naar streek- en reeksgenoot Cartagena FC. Daar zou hij twee seizoenen blijven.
Tijdens het seizoen 2011-2012 stapte hij over naar CF La Unión, waar hij kennis maakte met de Segunda División B. De speler werd topscorer van de ploeg, maar aangezien ze het behoud niet konden bewerkstelligen, went zijn contract niet verlengd.
Om deze reden stapte hij vanaf het het seizoen 2012-2013 stapte hij over naar reeksgenoot het Getafe CF B.
Het daaropvolgende seizoen 2013-2014 stapte hij weer over naar een ploeg van hetzelfde niveau, La Roda CF. Daar speelde hij een heel goede heenronde met 15 treffers tijdens 19 officiële wedstrijden. Daardoor werd hij door grotere ploegen opgemerkt en was hij zeer gegeerd tijdens de winterstop.
Zo kwam hij vanaf de terugronde van het seizoen 2013-2014 terecht bij Córdoba CF, een ploeg uit de Segunda División A. Hij tekende er een contract tot juni 2017. Zijn professioneel debuut zou hij op 4 januari 2014 maken tijdens een 2-0 thuisoverwinning tegen Recreativo de Huelva. Met 19 optredens en 2 doelpunten zou hij meewerken met de promotie van de club naar het hoogste niveau van de Spaanse competitie. De speler werd echter niet weerhouden voor het project waarop nog drie uitleenbeurten zouden volgen, seizoen 2014-2015 tijdens de heenronde bij AD Alcorcón en de terugronde bij UE Llagostera, beide ploegen uit de Segunda División A en in de terugronde van het seizoen 2015-2016 bij het Schotse Dundee FC, een ploeg uit de Scottish Premier League.
Na deze drie weinig succesvolle uitleningen werd voor het seizoen 2016-2017 het contract bij de club uit Córdoba in wederzijds overleg beëindigd en tekende de aanvaller een tweejarig contract bij zijn thuisclub FC Cartagena, een ploeg uit de Segunda División B.  Het seizoen werd geen groot succes, vooral op het einde toen de speler maar niet tot scoren kon komen.  Daarom werd op 25 juli in onderling overleg het contract ontbroken.
Dezelfde dag tekende hij voor het seizoen 2017-2018 bij reeksgenoot UCAM Murcia CF.  Tot aan de winterstop zou hij maar drie doelpunten scoren en vertrok naar categorie genoot CE Sabadell.  Deze ploeg verkeerde in moeilijke papieren, maar kon zich op het einde van de reguliere competitie met een twaalfde plaats redden.  Arturo scoorde vier keer.  Tijdens het seizoen 2018-2019 bleef hij bij de ploeg uit Catalonië.  Hij zou dat seizoen 6 doelpunten scoren tijdens 31 officiële wedstrijden.
Bij aanvang van het seizoen 2019-2020 stapte hij over naar reeksgenoot Club Deportivo Atlético Baleares. De ploeg werd kampioen van de groep 1 en werd in de eindronde geloot tegen de kampioen van groep 4, FC Cartagena.  Deze laatste ploeg is de ploeg uit zijn geboortestad en een van zijn gewezen werkgevers.  De speler zat de hele wedstrijd op de bank.  Na 120 minuten was er steeds nog niet gescoord en de ploeg uit de Baleares trok aan het kortste eind tijdens het nemen van de strafschoppen.  Aangezien ze kampioen werden, kregen ze nog een herkansing, maar ook die ging verloren tegen UD Cornellà met 0-1.  Tijdens deze laatste wedstrijd speelde hij de laatste negen minuten.
Voor het seizoen 2020-2021 tekende hij bij reeksgenoot UD San Sebastián de los Reyes.  Ook met deze ploeg kon hij zich als tweede in de eindrangschikking kwalificeren voor de play offs.  In de eerste ronde werd echter verloren tegen Algeciras CF, zodat de kans tot promotie in rook opging.  Zijn contract werd met één jaar verlengd en zo speelde hij vanaf seizoen 2021-2022 in de Primera División RFEF, het nieuwe derde niveau van het Spaans voetbal.
Tijdens de laatste dag van de wintermercado 2022-2023 tekende hij een contract bij reeksgenoot Deportivo La Coruña.  Arturo bleeft echter doelpuntenloos uit acht wedstrijden, waardoor zijn contract in onderling overleg ontbonden werd.
Het daaropvolgende seizoen 2023-2024 keerde hij naar zijn regio terug.  Hij zette één stapje terug en tekende bij UCAM Murcia CF, een ploeg waar hij in het verleden reeds actief was geweest.